# Didier Super
Olivier Haudegond, dit Didier Super, est un humoriste, chanteur et musicien français né le 27 février 1973 à Douai (Nord).
Didier Super apparaît dans le monde médiatique en 2004 avec un CD aux textes corrosifs. Après plusieurs années de concerts, il met depuis 2008 l'accent sur le côté « comique » de sa carrière, avec un one-man-show, une parodie de comédie musicale et une bande dessinée traitant de son parcours.

## Biographie

### Jeunesse
Né à Douai le 27 février 1973, Olivier Haudegond est le fils de Jacqueline Lenain, professeur d’arts plastiques et artiste peintre, et de Patrice Haudegond, peintre et auteur de Jésus prophète ou roi des juifs devant les quatre évangiles,.
Il fait sa scolarité dans un établissement catholique dans le nord de la France.

### Carrière musicale
Avant 2002, Didier Super fait partie du groupe amateur Zeu Discomobile, qui fait principalement des reprises punk de chansons françaises connues. L'été, il forme un duo de cascadeurs de rue en BMX avec son compère Fabrice, alias Jérôme Jolicart, sous le nom « Les Têtes de Vainqueurs ».
À partir de 2002, il commence à écrire des chansons acides, pleines de second degré, rejetant volontairement toute notion de bon goût et de politiquement correct. Comme d'autres artistes, il utilise la provocation afin de se faire connaître plus facilement, reconnaissant lui-même qu'on peut dire de ses chansons qu'elles sont « de la merde ».
Dans ses chansons, il « s'en prend » tour à tour aux pauvres, aux « cons », aux caniches, aux cathos, aux petits enfants chinois qui fabriquent des jouets de mauvaise qualité sans aller à l'école, etc.. L'ironie, le cynisme, le second degré et la dérision sont donc les armes favorites de Didier Super ; il confie d'ailleurs en interview : « Moi, je m’attache à être sur scène pour essayer d’obtenir un rire un peu différent, un rire un peu spécial. Un rire parfois jaune, parfois un peu gêné… ». La grande simplicité de son instrumentation (généralement constituée, sur ses enregistrements « studio », d'un orgue pour enfants, de quelques accords de guitare et de sa voix, pas souvent juste) est totalement assumée,.
Didier Super encourage son public et les internautes à télécharger ses œuvres sur les réseaux pair à pair et donne même son album à télécharger sur son site officiel.
Dès cette époque, il met en ligne des vidéos d'abord pour mieux se faire connaître, puis pour faire la promotion de ses albums. Les plus connues sont Misère Joyeuse où il fait dire « Merci Tsunami » à des Indiens, et celle où il urine sur la porte de la maison de disque Universal, prétextant qu'il pensait que celle-ci avait fermé à cause de la crise.
En 2004, il signe un contrat chez V2 Music, un label « qui n'a pas réussi à devenir une Major » (dixit Didier Super). Il sort alors son premier album, Vaut mieux en rire que s'en foutre, qui n'est rien de plus que sa démo réenregistrée avec de vrais instruments. La page critique musicale du magazine Télérama lui attribue alors un symbole négatif qu'elle ne décerne qu'en de très rares occasions : un canon (c'est-à-dire « Hélas »). Le chroniqueur qualifie l'album de « plus mauvais disque du monde et de tous les temps »[réf. nécessaire]. Didier Super est néanmoins cité dans un article du no 2952 de l'hebdomadaire, daté de l'été 2006, traitant du rôle positif et la nécessité de la provocation.
En interview, le chanteur indique qu'il n'a que faire de ses albums qui ne lui rapportent que 50 centimes chacun, et sur lesquels il clame mettre ses moins bonnes chansons. Il s'en sert en fait pour attirer le public à ses concerts car, formé par le théâtre de rue, c'est cet aspect de la chanson et du contact qui l'intéresse,,,.

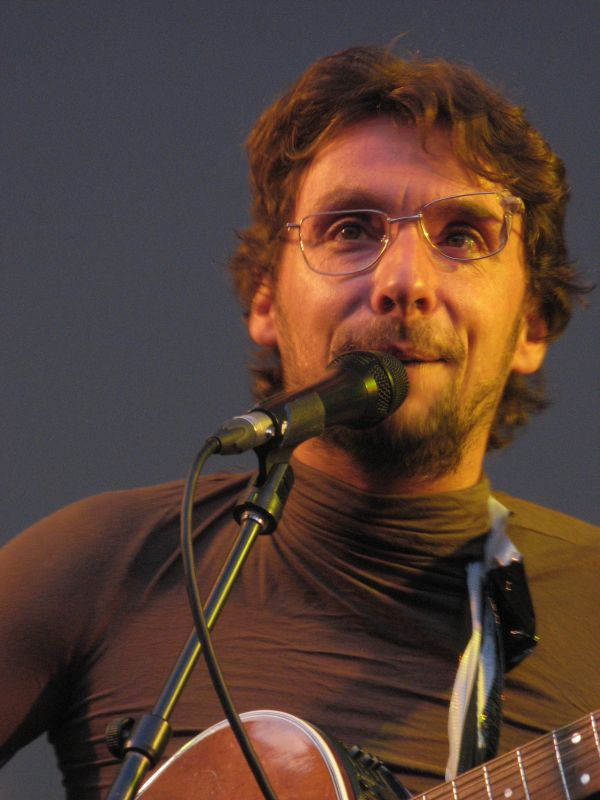
Didier Super en juin 2007 lors de la Fête de la musique.

En 2007, V2 Music est racheté par le groupe Universal qui presse alors Didier Super de sortir un deuxième album. Celui-ci sort le 2 avril 2007 et est intitulé Vaut mieux en rire que s'en foutre 2 - version pour les vieux. Il s'agit en fait d'une reprise des chansons de son premier album, accompagnées d'un orchestre symphonique. Les chansons n'ont pas changé de titre, si ce n'est l'ajout de la mention « (version pour les vieux) ».
Toujours pressé par Universal, il sort le 28 avril 2008 son troisième album, Ben quoi ?, qui reçoit quant à lui une critique positive de Télérama.
Enfin en 2009, pour son dernier album sous contrat, Didier Super part en tournée avec ses amis et sort un album de son groupe, Zeu discomobile, où il reprend des standards de la chanson française, qu'il intitule La merde des autres (avec Zeu Discomobile). Universal ne renouvelle pas son contrat.
Une fois son contrat avec Universal terminé, la fréquence de ses concerts baissant drastiquement au profit de ses autres spectacles — il va jusqu'à annoncer sur son site web qu'il n'y en aura plus, et met une vidéo de concert en ligne —, Didier Super décide de raconter toute son aventure dans le monde de la musique dans une bande dessinée, La vraie vie de Didier Super. Il y raconte les dessous de l'industrie musicale, qui selon lui exploite les artistes et les pousse à sortir des CD sans inspiration, et à faire des tournées jusqu'à l'épuisement.
Sa carrière ne s'arrête pas pour autant : Didier Super publie de nombreuses chansons virales sur les réseaux sociaux (notamment Facebook), qu'il rassemble finalement dans de nouveaux albums. Par exemple, après deux tournées au Vanuatu (petit archipel du Pacifique sud), il publie un album de ses dernières chansons intitulé Vacances à vos frais, accompagné par un groupe de musique locale, The Aro String Band.
En 2020, pendant la pandémie de Covid-19, il publie sur internet un album fait lors du confinement, Rire une dernière fois avant la fin du monde, qu'il partagera ensuite gratuitement et illégalement en 2022, après un échange tendu avec sa boîte de production au sujet d'un concert à Nouméa.
En 2023, il reprend les concerts avec son groupe de rock Discount, et, en 2024, une tournée est organisée avec plus de 40 dates en France et en Belgique.

### Carrière théâtrale
Depuis 2007, Didier Super se plaint des jeunes lycéens qui polluent ses concerts et le prennent au premier degré. Il refuse désormais de chanter Petit Caniche. Pour retrouver l'ambiance du théâtre de rue dont il est issu, il crée son Spectacle sans musique qu'il joue au Théâtre du temple puis trois mois de suite au Point-Virgule en 2008.
Dans cette optique, il crée fin 2010 un nouveau spectacle, parodie de comédie musicale : Et si Didier Super était la réincarnation du Christ ? Sur scène cette fois, une équipe de cinq personnes, dont Jérôme Jolicart son compère des Têtes de vainqueur, et Juliette Marre de la compagnie Bleu Albinos, qui a mis en scène ses précédents spectacles. Il passe 15 jours en résidence à la salle de concert l'Usine à Istres pour la création de cette comédie dont il fera la première dans la salle istréenne. Il expérimente deux semaines son spectacle à La Bellevilloise avant de le jouer dans toute la France,,,.
Depuis 2012, il collabore avec la compagnie de théâtre de rue nouvellement créée la « Compagnie Surprise » pour un spectacle intitulé On s'invite chez vous reprenant les codes de la télé-réalité.

### Court-métrage
En 2021, Didier Super joue le rôle de Philippe au côté de Mathilde Feuerbach dans Sentier Paradis, réalisé par Lauren Ransan et produit par Wopé, une société de production réunionnaise. Ce court-métrage est inspiré de l'histoire vraie d'un couple perdu sur le Volcan de La Réunion en 1970, la musique originale est composée par Fuzati du Klub des Loosers.
Le film diffusé dans toute la France est remarqué en festivals et reçoit plusieurs distinctions.

## Accueil
Didier Super, qui à ses débuts mettait lui-même ses chansons en téléchargement libre sur des plateformes pirates comme Emule, est un personnage provocateur et subversif qui s'est souvent attiré les foudres des critiques. Ses provocations et son imprévisibilité l'ont aussi rapidement rendu « ininvitable » sur les plateaux télévisés, étant donné qu'il n'hésite pas à dire ce qu'il pense : plusieurs de ses interventions ont ainsi fait le buzz, notamment celle sur la chaîne France Ô où il avait été invité par erreur.
Cependant, avec les années, il accède progressivement aux médias ; il est notamment invité en 2016 sur France Inter dans l'émission Par Jupiter pour y chanter son tube J'en ai rien a foutre, mis à jour pour l'occasion.

## Spectacles

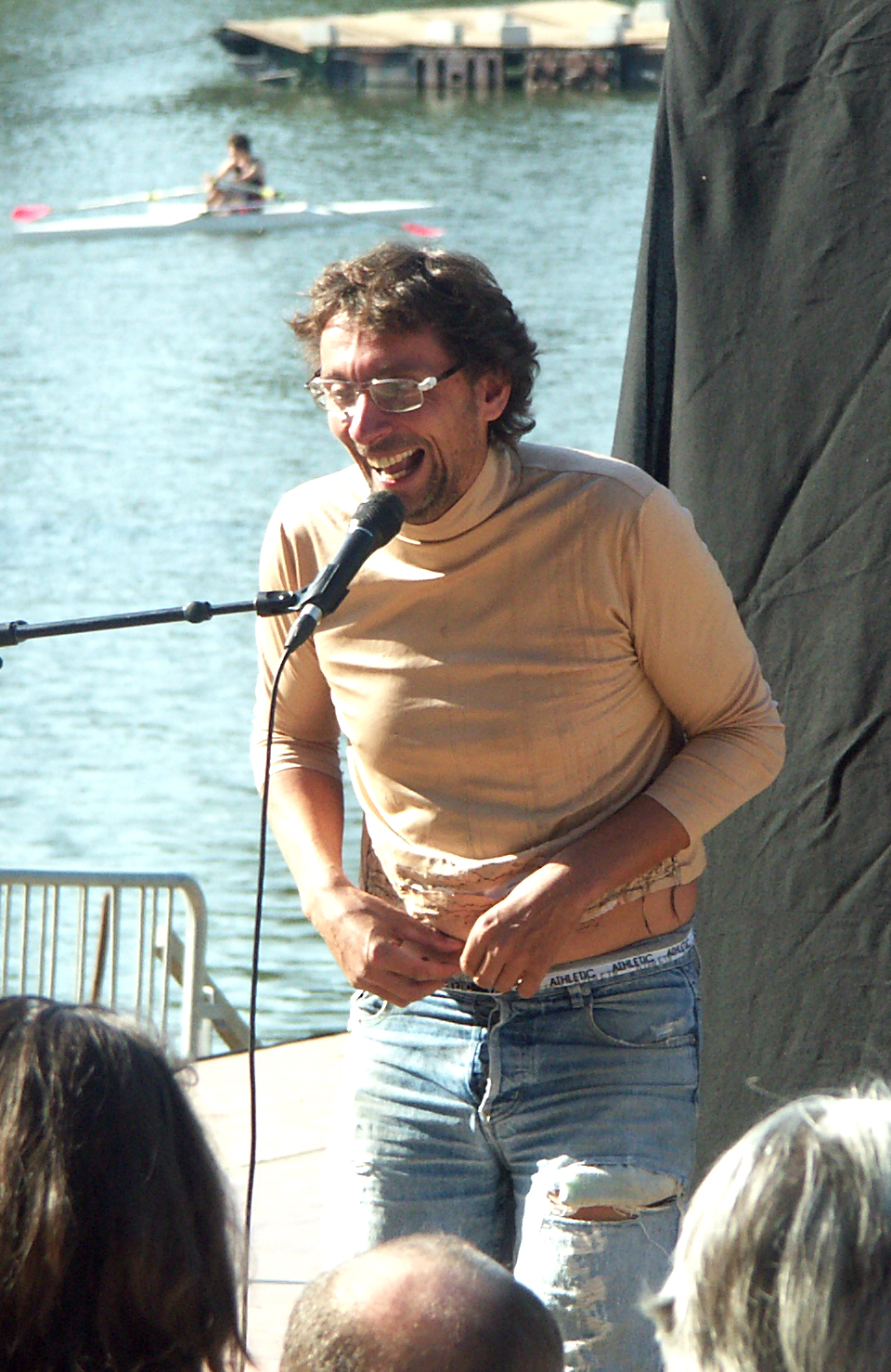
Didier Super en concert au festival Accroche-Cœurs 2012 à Angers.

Outre ses concerts, de moins en moins fréquents depuis 2008, Didier Super officie dans trois spectacles comiques, où la musique est en second plan derrière l'humour :
- Têtes de vainqueurs, depuis 2002
- Concert sans musique, depuis fin 2007
- Et si Didier Super était la réincarnation du Christ (comédie musicale), depuis fin 2010
- Ta vie sera plus moche que la mienne, depuis 2013
- Didier Super est bien plus marrant que tous ces comiques de merde, depuis 2019

## Bande dessinée
- Didier Super (ill. Emmanuel Reuzé), La Vraie Vie de Didier Super (BD), Delcourt, coll. « Humour de rire », 2010 (ISBN 9782756021218).

## Filmographie
- Sentier Paradis, de Lauren Ransan, Wopé Productions, 2021[22]

## Discographie

### Participations
En 2007, Didier Super participe en duo à l'album Femmes Divines des Suprêmes Dindes.
En 2008, il participe à l'album Péché original du groupe Face à la Mer sur la piste 14, intitulée La Première Fois.
En 2010, il apparaît avec Les Rois de la Suède dans le clip Les Chanteurs qui dérangent, ainsi qu'avec le groupe Raoul Petite.
En 2011, il participe à l'album Strip tease de Jonaz, sur la piste 12 intitulée « Featuring », Jonaz lui demandant de faire une blague pour qu'il y ait quelqu'un de « connu sur son disque ».
En 2012, il participe à l'écriture des paroles de la chanson J'En Ai Rien A Foutre du groupe Parabellum, sur l'album A voté,. On le voit également aux côtés du duo Les reprises de tête.
En 2014, il joue le rôle du directeur du festival d'Avignon dans le « documenteur » L'Ombre de juillet 2, un moyen-métrage de Matteo Migliaccio et Quentin Surtel.
En août 2015, il participe au spectacle Parlement du Théâtre de l'Unité, qu'il est chargé de ponctuer avec quelques-unes de ses chansons caustiques.